# Lepidocephalichthys jonklaasi
Lepidocephalichthys jonklaasi är en fiskart som först beskrevs av Deraniyagala, 1956.  Lepidocephalichthys jonklaasi ingår i släktet Lepidocephalichthys och familjen nissögefiskar. IUCN kategoriserar arten globalt som starkt hotad. Inga underarter finns listade i Catalogue of Life.